# 小花灯台报春
小花灯台报春（学名：Primula prenantha）为报春花科报春花属下的一个种。

## 扩展阅读
- 維基物種上的相關：小花灯台报春